# Дбок, Габриэл
Габриэл Пинту Дбок (порт. Gabriel Pinto Dbouk; родился 6 февраля 2008 года в Оваре, Португалия) — португальский футболист, защитник юношеской команды клуба «Брага».

## Клубная карьера
Габриэл начинал карьеру в академии клуба «Палмейраш», из которой он в 2022 году перебрался в юношескую команду «Браги». В конце сезона 2024/25 защитник подписал с этим клубом свой первый профессиональный контракт.

## Карьера в сборной
С 2024 года Габриэл выступает за Португалию на юношеском уровне. В 2025 году в составе сборной Португалии до 17 лет защитник участвовал на юношеском чемпионате Европы в Албании. Он вышел в стартовом составе в матче открытия со сборной Албании (до 17 лет). Также Габриэл принял участие в полуфинальном поединке с итальянцами, выйдя на замену в самой концовке. По итогам турнира он и его национальная сборная стали чемпионами Европы среди юношей. Всего Габриэл провёл 21 матч за юношеские португальские сборные, отметившись в них 1 забитым мячом.

## Достижения
Сборная Португалии (до 17 лет)
- Чемпион Европы (до 17 лет) (1): 2025